# Agrippina
Agrippina ist ein römisches weibliches Cognomen, das in moderner Zeit auch als weiblicher Vorname verwendet wird.

## Herkunft und Bedeutung
Agrippina ist eine Ableitung des römischen Namens Agrippa. Die männliche Form ist Agrippinus.

## Bekannte Namensträgerinnen
- Agrippina die Ältere (14 v. Chr.–33 n. Chr.), Tochter des Marcus Vipsanius Agrippa und der Augustustochter Iulia, Mutter des römischen Kaisers Caligula
- Agrippina die Jüngere (15 n. Chr.–59 n. Chr.), Tochter des Germanicus und Agrippina der Älteren, Mutter des römischen Kaisers Nero
- Vipsania Agrippina (33 v. Chr.–20 n. Chr.), Tochter des Marcus Vipsanius Agrippa und der Caecilia Attica

- Agrippina Jakowlewna Waganowa (1879–1951), russische Balletttänzerin

## Sonstige Bedeutungen
- In der Spätantike verwendete Bezeichnung für die Colonia Claudia Ara Agrippinensium, dem heutigen Köln
- Titel einer von Heinrich van Beeck um 1470 verfassten Chronik der Stadt Köln
- Titel einer Oper Georg Friedrich Händels, siehe Agrippina (Händel)
- Titel einer Oper von Nicola Antonio Porpora
- Name eines Asteroiden, siehe (645) Agrippina
- Firma einer Versicherungsgesellschaft, siehe Agrippina-Versicherung
- Name einer Studentinnenverbindung aus Köln, siehe Akademische Damenverbindung Agrippinia
- Titelheldin einer Comicreihe der französischen Zeichnerin Claire Bretécher